# Inmunoevasión
La inmunoevasión es un mecanismo para evadir las defensas del sistema inmune. Diversos microorganismos párasitos emplean estos mecanismos para evitar ser destruidos por la respuesta humoral o celular del hospedador a todo organismo extraño. 
Este mecanismo es también uno de los principales utilizados por los tumores. Para contrarrestar la inmunoevasión tumoral, se han desarrollado enfoques terapéuticos que pueden potenciar la actividad del sistema inmune (por ejemplo inmunoterapia a base de citocinas u otras moléculas inmunomoduladoras) o provocar una respuesta inmune específica, ya sea mediante el cultivo in vivo o el empleo de células inmunitarias del propio paciente estimuladas y cultivadas ex vivo que posteriormente son reintroducidas en el paciente.
Otro caso es la imposibilidad de que las células natural killer eliminen algunos tipos de células cancerosas. Algunas investigaciones sugieren que las células cancerosas pueden escapar del sistema inmune por la mediación parcial de células linfoides innatas productoras de TNF, mediante una disminución en la producción de IFN-γ (Interferón gamma) a la de TNF. Así mismo, se podría producir un incremento en la expresión génica de receptores de control inmunológico a medida que los tumores crecen. De esta forma, "la señalización de la citocina TGF-β impulsa la evasión del sistema inmune mediante la conversión de células NK en células linfoides innatas dentro del microambiente tumoral".